# 厚別西
厚別西（あつべつにし）は、北海道札幌市厚別区にある地名。
その名の通り同区内の西部に位置する、函館本線以北の地域である。東端には野津幌川が流れ、厚別北と接する。
また、西端の厚別川をはさんで接する白石区川下とは、もともとひとつの地域「厚別町川下」であった。そこから「厚別西」が区分されたのは1970年（昭和45年）12月1日のことである。

## 施設
- JR北海道 厚別駅（厚別中央5-4）
- 札幌市立厚別西小学校（厚別西3-1）
- 札幌市立厚別通小学校（厚別西4-3）
- 山本稲荷神社（厚別西4-3）
- 産直本社（厚別西5-2）

厚別西公園（厚別西3-3）